# Brama (peces)
Brama es un género de peces osteíctios descrito por Bloch y Schneider en 1801, perteneciente a la familia de los brámidos.

## Especies
- B. australis Valenciennes, 1838: Reineta, palometa del sur
- B. brama (Bonnaterre, 1788): japuta o palometa negra. Sinónimos: B. chilensis (Guichenot, 1848), B. marina (Fleming, 1828), B. pinna-squamata (Couch, 1849), B. pinnasquamata (Couch, 1849), B. raii (Bloch & Schneider, 1801), B. raji (Bloch & Schneider, 1801), B. rayi (Bloch & Schneider, 1801);
- B. caribbea Mead, 1972
- B. dussumieri Cuvier, 1831
- B. japonica Hilgendorf, 1878
- B. myersi Mead, 1972
- B. orcini Cuvier, 1831
- B. pauciradiata Moteki, Fujita & Last, 1995

Véase también:
- Wikispecies tiene un artículo sobre Brama.

- Datos: Q1053062
- Multimedia: Brama / Q1053062
- Especies: Brama